# Ballare
Ballare è un singolo del disc jockey italiano Big Fish, pubblicato il 29 novembre 2011, dopo essere stato reso disponibile per l'airplay radiofonico il 25 novembre.
Il brano figura la collaborazione del cantautore Nesli, autore del testo e voce nel brano.

## Video musicale
Il videoclip, girato interamente in bianco e nero, è stato pubblicato il 28 novembre 2011 sul canale YouTube della Doner Music. Il video è stato diretto da Rino Stefano Tagliafierro & Laila Sonsino e girato presso il RedKeyStudio.

## Tracce
Download digitale
1. Ballare feat Nesli - 3:50